# Empectoides pygipunctis
Empectoides pygipunctis är en skalbaggsart som beskrevs av Dewailly 1950. Empectoides pygipunctis ingår i släktet Empectoides och familjen Melolonthidae. Inga underarter finns listade i Catalogue of Life.